# Hippeastrum harrisonii
Hippeastrum harrisonii är en amaryllisväxtart som först beskrevs av John Lindley, och fick sitt nu gällande namn av Joseph Dalton Hooker. Hippeastrum harrisonii ingår i släktet amaryllisar, och familjen amaryllisväxter.
Artens utbredningsområde är Uruguay. Inga underarter finns listade i Catalogue of Life.